# Lekkoatletyka na Letnich Igrzyskach Olimpijskich 1956 – pchnięcie kulą kobiet
Pchnięcie kulą kobiet podczas XVI Letnich Igrzysk Olimpijskich w Melbourne rozegrano 30 listopada 1956 (kwalifikacje i finał) na stadionie Melbourne Cricket Ground. Zwyciężczynią została reprezentantka Związku Radzieckiego Tamara Tyszkiewicz, która w finale ustanowiła rekord olimpijski pchnięciem na odległość 16,59 m.

## Rekordy

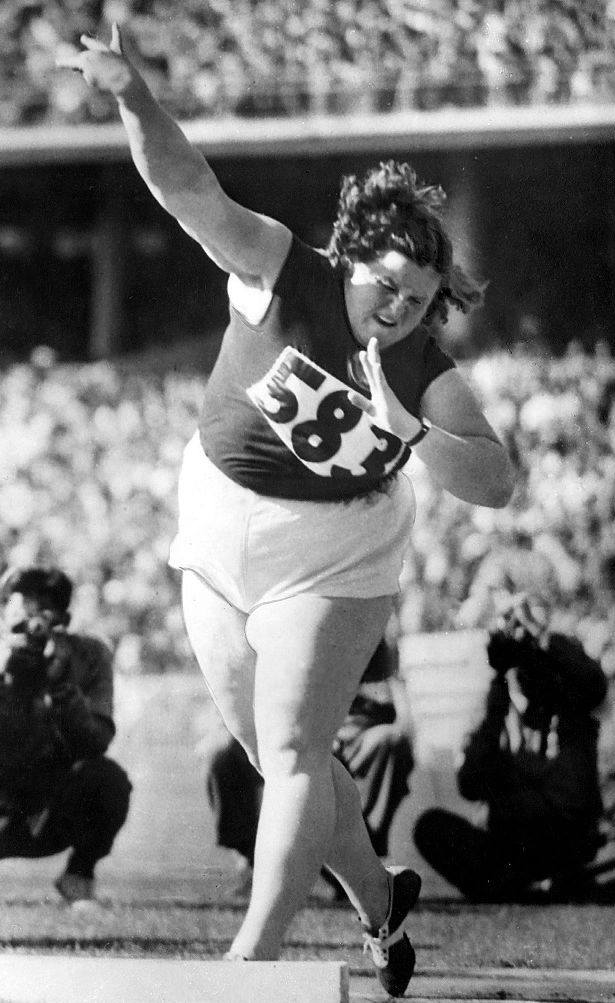
Tamara Tyszkiewicz

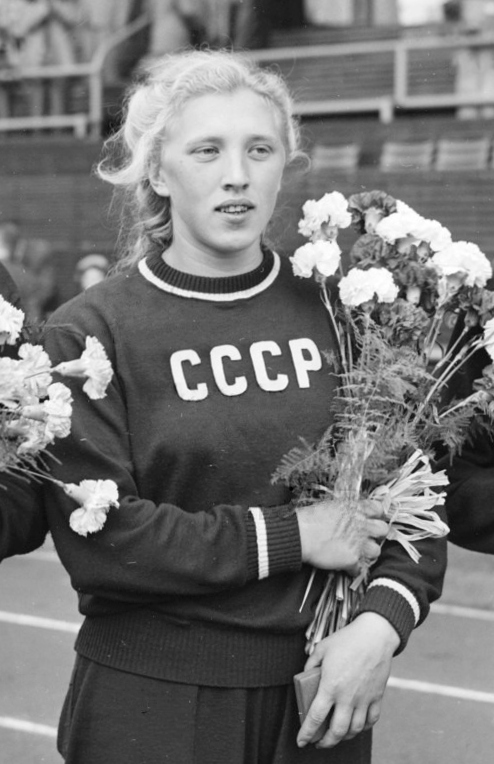
Galina Zybina

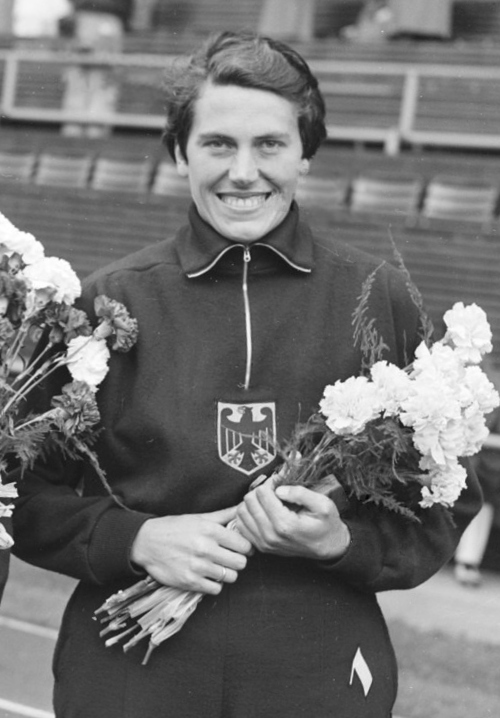
Marianne Werner

|                   | Zawodniczka   | Narodowość | Wynik | Data                      | Miejsce  |
| ----------------- | ------------- | ---------- | ----- | ------------------------- | -------- |
| Rekord świata     | Galina Zybina | ZSRR       | 16,76 | 13 października 1956(dts) | Taszkent |
| Rekord olimpijski | Galina Zybina | ZSRR       | 15,28 | 26 lipca 1952(dts)        | Helsinki |

## Wyniki
| Poz. - pozycja |
| – rekord świata \| – rekord krajowy \| – rekord życiowy \| = – wyrównany rekord życiowy \| · – najlepszy wynik w sezonie \| = – wyrównany najlepszy wynik w sezonie \| – rekord olimpijski |
| Fn – falstart \| DNF – nie ukończyła \| DNS – nie wystartowała \| DSQ – zdyskwalifikowana                                                                                                  |

### Kwalifikacje
Do finału awansowały zawodniczki, które osiągnęły minimum 13,00 m (Q), względnie 12 najlepszych (gdyby mniej niż 12 zawodniczek osiągnęło minimum, q).
| Poz. | Zawodniczka           | Reprezentacja     | Próby | Próby | Próby | Wynik | Uwagi |
| Poz. | Zawodniczka           | Reprezentacja     | 1     | 2     | 3     | Wynik | Uwagi |
| ---- | --------------------- | ----------------- | ----- | ----- | ----- | ----- | ----- |
| 1.   | Tamara Tyszkiewicz    | ZSRR              | 14,43 | –     | –     | 14,43 | Q     |
| 2.   | Marianne Werner       | Niemcy            | 14,21 | –     | –     | 14,21 | Q     |
| 3.   | Galina Zybina         | ZSRR              | 14,08 | –     | –     | 14,08 | Q     |
| 4.   | Johanna Lüttge        | Niemcy            | 14,00 | –     | –     | 14,00 | Q     |
| 5.   | Milena Usenik         | Jugosławia        | 13,96 | –     | –     | 13,96 | Q     |
| 6.   | Nada Kotlušek         | Jugosławia        | 13,92 | –     | –     | 13,92 | Q     |
| 7.   | Regina Branner        | Austria           | 13,87 | –     | –     | 13,87 | Q     |
| 8.   | Lois Testa            | Stany Zjednoczone | 12,26 | 13,51 | –     | 13,51 | Q     |
| 9.   | Zinaida Dojnikowa     | ZSRR              | 13,48 | –     | –     | 13,48 | Q     |
| 10.  | Valerie Lawrence      | Australia         | 13,43 | –     | –     | 13,43 | Q     |
| 11.  | Suzanne Allday        | Wielka Brytania   | 12,81 | 13,42 | –     | 13,42 | Q     |
| 12.  | Earlene Brown         | Stany Zjednoczone | 13,39 | –     | –     | 13,39 | Q     |
| 13.  | Jackie MacDonald      | Kanada            | 13,11 | –     | –     | 13,11 | Q     |
| 14.  | Valerie Sloper        | Nowa Zelandia     | 13,03 | –     | –     | 13,03 | Q     |
| 15.  | Anne-Chatrine Lafrenz | Niemcy            | 13,00 | –     | –     | 13,00 | Q     |
| 16.  | Paula Deubel          | Stany Zjednoczone | x     | 12,20 | 12,38 | 12,38 |       |
| 17.  | Margaret Woodlock     | Australia         | 11,52 | 10,94 | 11,70 | 11,70 |       |
| 18.  | Mary Breen            | Australia         | 11,28 | 9,56  | 10,98 | 11,28 |       |
| –    | Jiřina Vobořilová     | Czechosłowacja    |       |       |       | DNS   |       |

### Finał
| Poz. | Zawodniczka           | Reprezentacja     | Próby | Próby | Próby | Próby | Próby | Próby | Wynik | Uwagi |
| Poz. | Zawodniczka           | Reprezentacja     | 1     | 2     | 3     | 4     | 5     | 6     | Wynik | Uwagi |
| ---- | --------------------- | ----------------- | ----- | ----- | ----- | ----- | ----- | ----- | ----- | ----- |
| 01 ! | Tamara Tyszkiewicz    | ZSRR              | 16,13 | 14,80 | 16,32 | 15,92 | 15,45 | 16,59 | 16,59 | [ 1 ] |
| 02 ! | Galina Zybina         | ZSRR              | 16,35 | 16,32 | 15,82 | 16,28 | 16,48 | 16,53 | 16,53 |       |
| 03 ! | Marianne Werner       | Niemcy            | 15,61 | 15,56 | 15,46 | x     | 15,01 | 15,53 | 15,61 |       |
| 4.   | Zinaida Dojnikowa     | ZSRR              | x     | 15,54 | 15,32 | 15,23 | 15,27 | 15,52 | 15,54 |       |
| 5.   | Valerie Sloper        | Nowa Zelandia     | 15,16 | 14,57 | 15,34 | 13,68 | 14,42 | 14,95 | 15,34 | [ 3 ] |
| 6.   | Earlene Brown         | Stany Zjednoczone | 14,41 | 14,75 | 14,56 | 14,50 | 14,89 | 15,12 | 15,12 | [ 4 ] |
| 7.   | Regina Branner        | Austria           | 14,04 | 14,60 | x     | NQ    | NQ    | NQ    | 14,60 | [ 5 ] |
| 8.   | Nada Kotlušek         | Jugosławia        | 14,52 | 14,56 | 14,27 | NQ    | NQ    | NQ    | 14,56 |       |
| 9.   | Milena Usenik         | Jugosławia        | 12,97 | 14,35 | 14,49 | NQ    | NQ    | NQ    | 14,49 |       |
| 10.  | Jackie MacDonald      | Kanada            | 14,31 | x     | 12,72 | NQ    | NQ    | NQ    | 14,31 |       |
| 11.  | Johanna Lüttge        | Niemcy            | 13,57 | 13,47 | 13,88 | NQ    | NQ    | NQ    | 13,88 |       |
| 12.  | Anne-Chatrine Lafrenz | Niemcy            | 13,72 | x     | 13,44 | NQ    | NQ    | NQ    | 13,72 |       |
| 13.  | Valerie Lawrence      | Australia         | 10,86 | 12,39 | 13,12 | NQ    | NQ    | NQ    | 13,12 |       |
| 14.  | Lois Testa            | Stany Zjednoczone | 12,34 | 13,06 | 12,64 | NQ    | NQ    | NQ    | 13,06 |       |
| 15.  | Suzanne Allday        | Wielka Brytania   | 12,37 | 12,71 | x     | NQ    | NQ    | NQ    | 12,71 |       |